# 鴨山
鴨山（かもやま）とは、岡山県浅口市の北より、旧鴨方町の中央部にある山である。

## 概要
標高167.7m。南東部から見上げると、カモが羽根を広げた様子に例えられるのでこの名がついたという。
室町時代には備中国浅口分郡守護の細川氏の城（鴨山城）が置かれ、また江戸時代には鴨方藩（岡山藩支藩）の陣屋が置かれた場所でもある。